# Bloodshot
Bloodshot es una película de ciencia ficción estadounidense de 2020 dirigida por Dave Wilson y escrita por Eric Heisserer. La cinta está basada en el superhéroe del mismo nombre de la editorial Valiant Comics y es protagonizada por Vin Diesel, Sam Heughan, Guy Pearce, Eiza González y Toby Kebbell. Fue estrenada el 13 de marzo de 2020 por Columbia Pictures.

## Argumento
Después de dirigir una exitosa operación de rescate en Mombasa, el  marino estadounidense Ray Garrison y su esposa Gina viajan para pasar unas vacaciones en una ciudad costera italiana en la Costa de Amalfi. Sin embargo, son secuestrados por un grupo de mercenarios liderados por Martin Axe, que exige conocer el origen de la operación de rehenes en Mombasa. Como Ray no tiene conocimiento de esta información, Axe los mata a él y a Gina.
Ray es luego resucitado por Rising Spirit Tech, una compañía especializada en el desarrollo de mejoras cibernéticas para el personal militar estadounidense discapacitado en Kuala Lumpur. El director general de la compañía, el Dr. Emil Harting, le dice a Ray que él es el primer candidato exitoso que han resucitado usando una tecnología especial de nanocitos. Ray también conoce a otros pacientes del Dr. Harting, como el ex buceador de la Marina de los EE. UU. "KT", con el que traba amistad, y los exmiembros del servicio militar Jimmy Dalton y Marcus Tibbs, con los que no se lleva bien. Después de experimentar "flashbacks" de Gina y Axe, Ray escapa del laboratorio de Rising Spirit en Kuala Lumpur y persigue a Axe, buscando vengar la muerte de Gina. Usando los nanocitos para hackear las bases de datos de la computadora, Ray rastrea a Axe hasta Budapest. Después de atrapar su convoy en un túnel, Ray mata a los guardaespaldas de Axe antes de hacerlo con el mercenario. Más tarde es recuperado por KT, Dalton y Tibbs, quienes lo llevan de vuelta a Rising Spirit para reprogramarlo. En realidad, Harting estuvo creando falsos recuerdos de la muerte de Gina como parte de un complot para eliminar compañías rivales de Rising Spirit.
Después de que sus recuerdos sean borrados y reprogramados, Ray es enviado a matar a Nick Baris en East Sussex, "recordándole" que es el asesino de Gina. Aunque Ray se las arregla para matar a Baris y a sus guardaespaldas, Baris ha obligado al programador informático Wilfred Wigans a construir una bomba EMP, que se enciende tras la muerte de Baris, incapacitando a Ray y cortando las comunicaciones con Rising Spirit. Después de "resucitar" a Ray, Wigans revela que Rising Spirit plantó falsos recuerdos para convertirlo en una máquina de matar. Ray descubre que Gina está viva, pero que lo dejó hace cinco años y formó familia en Londres, Inglaterra.
Desilusionado con la explotación de Ray por parte de Harting, KT busca la ayuda de Wigans para acabar con él. Mientras tanto, Ray es recapturado por Dalton y Tibbs después de una persecución. Lo llevan de vuelta al laboratorio de Rising Spirit para reprogramarlo, pero escapa con la ayuda de KT y Wigans, que sabotean el proceso de reprogramación y los ordenadores de Rising Spirit. Liberado, Ray lucha contra Dalton y Tibbs en lo alto de un ascensor. Dalton deja caer voluntariamente a Tibbs hasta su muerte antes de continuar la lucha hasta que Ray lo golpea en el hueco del ascensor, matándolo. Ray se enfrenta a Harting, que consigue drenar los nanocitos, pero muere cuando la segunda granada que dispara a Ray es desmontada por los nanocitos y dejada caer directamente a sus pies. Ray es reconstruido más tarde por Wigans y KT, y los tres se van en busca de una nueva vida.

## Reparto
- Vin Diesel como Ray Garrison / Bloodshot.
- Sam Heughan como Jimmy Dalton.
- Guy Pearce como Dr. Emil Harting.
- Eiza González como KT.
- Talulah Riley como Gina DeCarlo.
- Alex Hernández como Tibbs.
- Toby Kebbell como Martin Axe.
- Lamorne Morris como Wilfred Wigans.
- Jóhannes Haukur Jóhannesson como Nick Baris.

## Producción
En marzo de 2018, se informó que Vin Diesel protagonizaría la película. Para mayo del mismo año, se anunciaron nuevos miembros al reparto, con Sam Heughan, Michael Sheen y Eiza González sumándose al elenco. En junio del mismo año, Talulah Riley y Alex Hernández fueron elegidos para interpretar a Gina DeCarlo y a Tibbs, respectivamente. Ese mismo mes, Toby Kebbell y Jóhannes Haukur Jóhannesson fueron anunciados como el villano principal Hacha y Nick Baris, respectivamente. En agosto de 2018, Lamorne Morris fue contratado para interpretar a un joven científico llamado Wilfred Wigans.

### Filmación
La filmación comenzó el 6 de agosto de 2018 en Ciudad del Cabo, Sudáfrica, y luego continuó en Praga, República Checa.

## Estreno
Bloodshot fue estrenada el 13 de marzo de 2020 por Columbia Pictures.Su lanzamiento digital estaba planeado para inicios de mayo, sin embargo, debido a la Pandemia de enfermedad por coronavirus de 2019-2020. Cayó la taquilla en cines y Columbia Pictures decidió lanzarlo en digital para que la puedan ver en cuarentena.